# Bonesia quinquepunctata
Bonesia quinquepunctata is een keversoort uit de familie bladkevers (Chrysomelidae). De wetenschappelijke naam van de soort werd in 1924 gepubliceerd door Johann Christoph Friedrich Klug.